# Joseph Bates
Joseph Bates (1792. július 8. – 1872. március 19.) amerikai egyházi személy, a hetednapi adventista egyház egyik társalapítója. A nevéhez fűződik James White és Ellen G. White meggyőzése a hetedik nap szombatjának szentségéről.

## Élete
1722-ben született a massachusettsi Rochesterben. Tengerész lett, majd végül saját hajójának kapitánya és tulajdonosa, (ezért később is megmaradt rajta a Bates kapitány név)
Az 1812-es háború alatt a britek fogságába esett és csak 1815-ben térhetett haza. 1818-ban nősült. Az 1820-as évek elején megtért és csatlakozott a felesége Keresztény Egyházához (Fairhaven Christian Church).
Miután kisebb vagyonra tett szert, 1828-ban visszavonult a tengeri élettől, és elhatározta, hogy élete hátralévő részét családjának és közösségének szenteli. A rabszolgaság eltörlésének erős támogatója volt. 1839-ben egy előadáson hallott Krisztus visszatéréséről, amely nemsokára bekövetkezik és a millerita mozgalomhoz csatlakozott. Eladta az ingóságának nagy részét, – és egy forrás alapján – köztük a házát is (1843) és a mozgalom egyik elkötelezett prédikátora lett, aki a saját pénzén bérelt előadói termeket. Egyben az egészségügyi reform egyik követője lett, aki tartózkodott minden alkoholtól, kávétól, dohánytól, zsíros ételtől, sőt vegetáriánussá lett.
Az 1844-es „nagy csalódás” után keresték a magyarázatot, de továbbra is bízott Krisztus visszatérésében.
Megismerte a „szombattartókat”, akik hittek abban, hogy vasárnap helyett a szombatot kell megszentelni, és 1845-ben maga is elfogadta ezt a hitet. 1846 nyarán egy 48 oldalas könyvecskét írt „A hetednapi szombat, az örök jel” címmel, amelyet ki is nyomtattak. Egy példányát megszerezte James és Ellen White is. Ellen White később azt mondta, hogy Istentől kapott látomása megerősítette Bates szombattal kapcsolatos üzenetét. Bates felesége ugyanakkor 1850-ig nem fogadta el a hetednapi szombatot.
A szombattartó adventista mozgalom egyik fő alakja lett. 1847-ben jelent meg a White házaspárral közösen kiadott műve: “Egy szó a kicsiny nyájhoz” (A Word to the Little Flock), amely a mozgalom híveinek szólt.
1858-ban a michigani Battle Creek környékére költözött, amely a gyorsan növekvő hetednapi adventista mozgalom központja lett. 1860 szeptemberében itt tartottak konferenciát, amelynek ő volt az elnöke.
1863-ban itt szervezték meg hivatalosan az egyházat.
1872 tavaszán hunyt el Battle Creekben. Családi házát (Main St. 191. Fairhaven) az egyház megvásárolta és emlékházként állították helyre.

## Családja
Két fia és három lánya született. Két gyermeke már gyermekkorában meghalt; egyik fia bálnavadász lett és 35 évesen odaveszett a tengeren.
Felesége 52 év házasság után, két évvel az ő halála előtt, 1870-ben hunyt el.